# Чорнокінці
Чорнокінці (також Чорнокунці; пол. Czarnokonce) — колишнє село в Україні, нині — частина сіл Малих та Великих Чорнокінців Тернопільської области.

## Топоніміка
Микола Крикун подає наступні варіанти назв с. Чорнокінці, зафіксовані у хронологічному порядку у відповідних джерелах:
Малі Чорнокінці
- Czarnokonce, с. — Кам'янецька земська книга 1625, 1647;
- Czarnokonce, с. — Подимний реєстр 1629, 1650, 1661, 1667;
- Czarnokonce, с. — Поголовний реєстр 1662;
- Czarnokonce, с. — Комісарський реєстр 1678;
- Czernakouce, с. — Боплан;
- ęornokofęi Veliki, с. — Кам. д. 1681.

Від кінця XVIII ст. с. Великі Чорнокінці.
Великі Чорнокінці
- Czarnokonce, с. — Кам'янецький дефтер 1681 (ęornokofęi);
- Czarnokonczyki, с. — Подимний реєстр 1728;
- Czarnokonczyki, с. — Візит, греко-католицької парафії 1730-1731;
- Czarnokonczyki, с. — Візит, римо-католицької парафії 1741;
- Czarnokonczyki, с. — Перепис єврейського населення 1765;
- Czarnokonce Małe, с. — Список поселення 1785.

Нині с. Малі Чорнокінці.

## Історія
17 липня 1413 p. Ягайло надає шляхтичу Андрію з Бапшина с. Чорнокунці й Криве в Скальськім повіті.
20 квітня 1440 р. польський король Владислав III записав подільському підкоморію Янушу Кірдеєвичу 150 гривень на селі Давидківці на р. Ночлава у Скальському повіті, селах Чорнокінці та Juliassowcze у Кам’янецькому повіті Подільської землі.
У багатотомному виданні актових джерел, які перебували в архіві монастиря отців Бернардинів у Львові, є згадка про село Чорнокунці. Згідно акту від 16 липня 1449 року, який зареєстрували в Теребовлі, Зимгунд Кердей отримав вищезгадане село.
Військовий злочин стався в Чорнокінцях у 1919 році, де польські війська розстріляли трьох українських селян і єврея Фінка, тому що його сини служили в Українській Галицькій Армії. 
Станом на 1 січня 1967 р. село іменується, як Чорнокінці.
25 квітня 1988 р. рішенням Тернопільської обласної Ради народних депутатів відновлено села Великі Чорнокінці і Малі Чорнокінці, раніше об'єднані в одне село Чорнокінці.